# Fugaz
Fugaz, född 12 september 1996 i Guadalajara i Jalisco, är en mexikansk luchador som brottats i Mexikos äldsta fribrottningsförbund Consejo Mundial de Lucha Libre (CMLL) sedan år 2017. 
Fugaz gjorde sin professionella debut år 2016, och innan han blev en del av CMLL gick han under namnet Cometa och brottades på mindre evenemang i hemstaten Jalisco. Under den senare delen av 2010-talet blev Fugaz ett av de stora affischnamnen i sin hemstad Guadalajara, men det var först i början av 2020 som han också började att delta i Consejo Mundial de Lucha Libre's större evenemang i huvudstaden Mexico City.
Som många andra mexikanska fribrottare uppträder Fugaz med en fribrottningsmask, enligt traditionerna inom lucha libre. Hans riktiga namn och identitet är således inte känt av allmänheten.